# Bảo tàng Quốc gia (Praha)
Bảo tàng Quốc gia (tiếng Séc: Národní muzeum) là một viện bảo tàng tại Cộng hòa Séc, được thành lập nhằm lên kế hoạch, chuẩn bị và trưng bày công khai các bộ sưu tập lịch sử và khoa học tự nhiên một cách có hệ thống. Năm 1818, Kašpar Maria Šternberg đứng ra thành lập bảo tàng. Nhà sử học František Palacký cũng tích cực tham gia vào việc xây dựng và phát triển nơi này.
Bảo tàng Quốc gia có gần 14 triệu vật phẩm từ nhiều lĩnh vực như: khoa học tự nhiên, lịch sử, nghệ thuật, âm nhạc,...  Trong giai đoạn 2011-2019, tòa nhà chính của Bảo tàng được tiến hành cải tạo. Dự kiến các cuộc triển lãm thường trực sẽ dần dần mở cửa từ mùa xuân năm 2020.

## Lịch sử

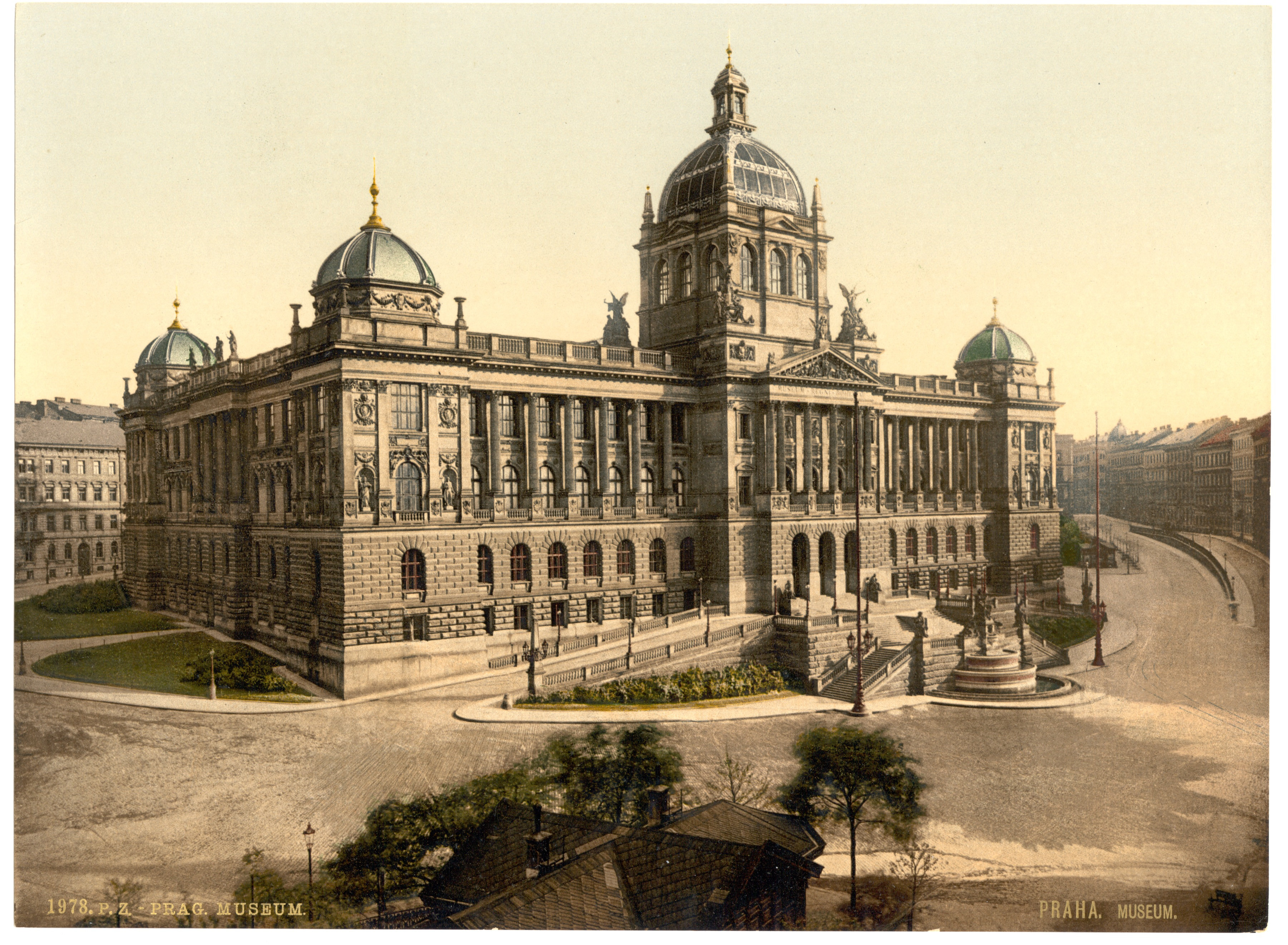
Tòa nhà Bảo tàng Quốc gia ngay sau khi hoàn thành vào năm 1891

## Một số hình ảnh về bảo tàng

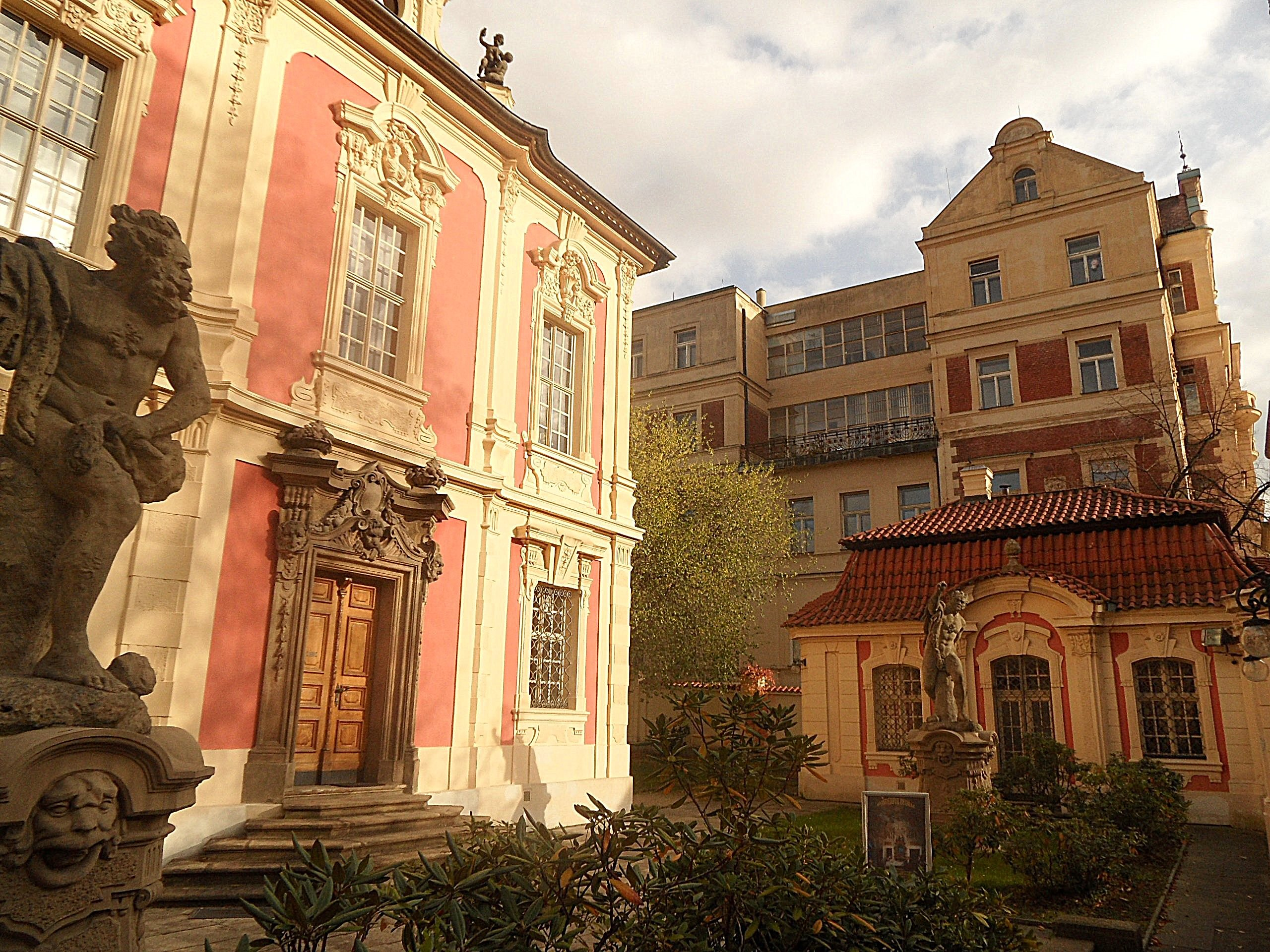
Bảo tàng Antonín Dvořák
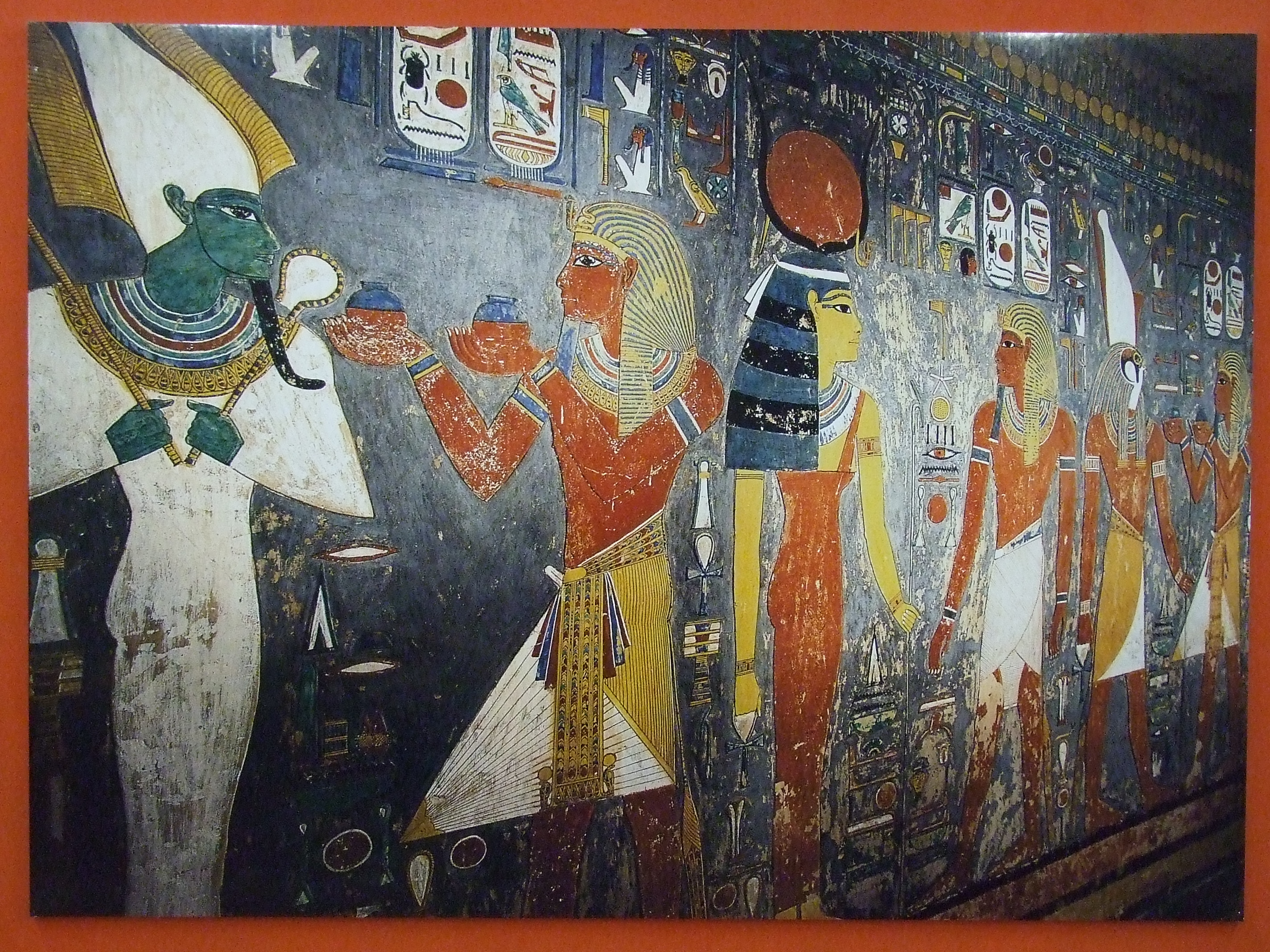
Triển lãm Ai Cập ở Bảo tàng Náprstek
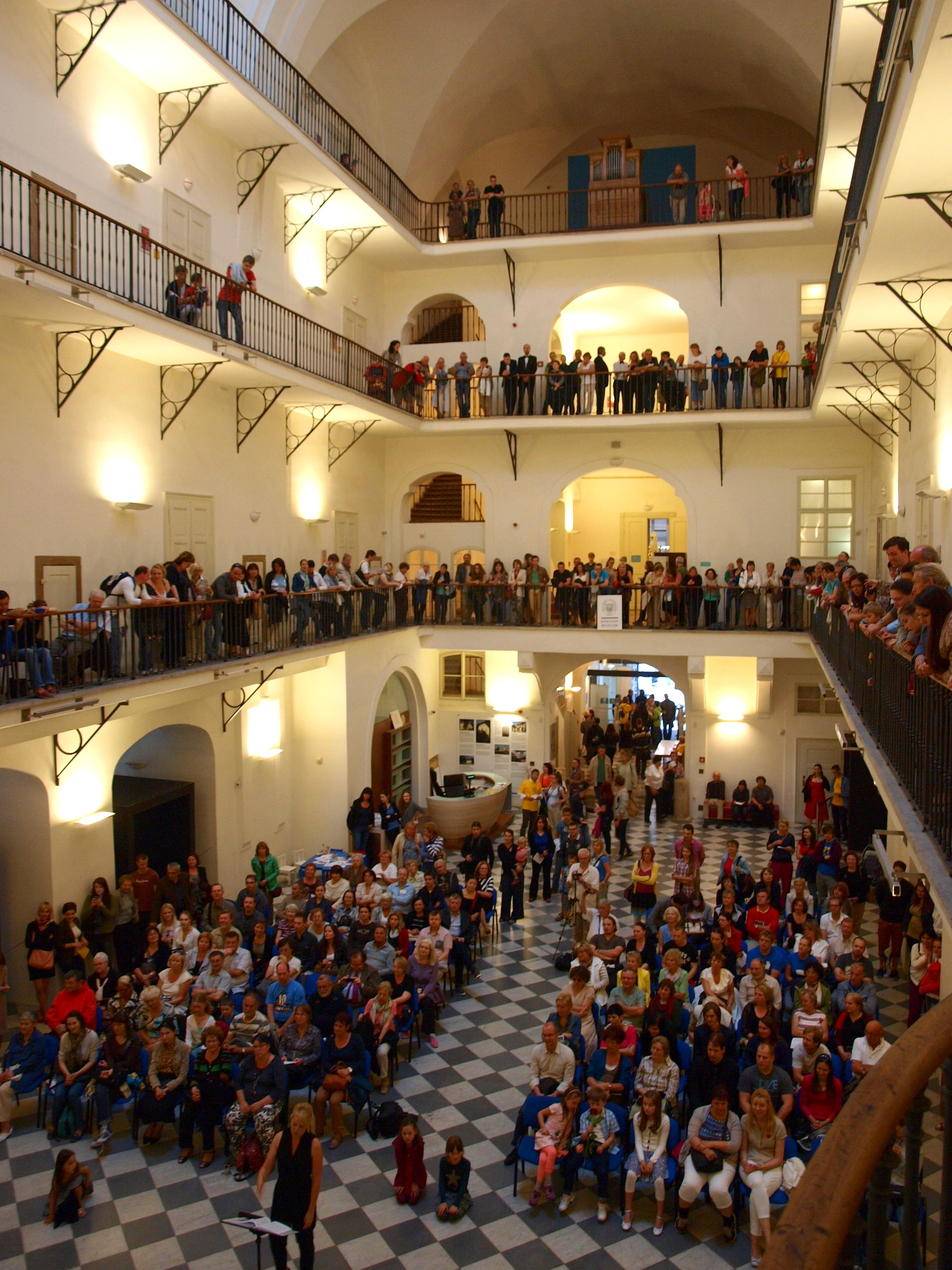
Bảo tàng âm nhạc Séc
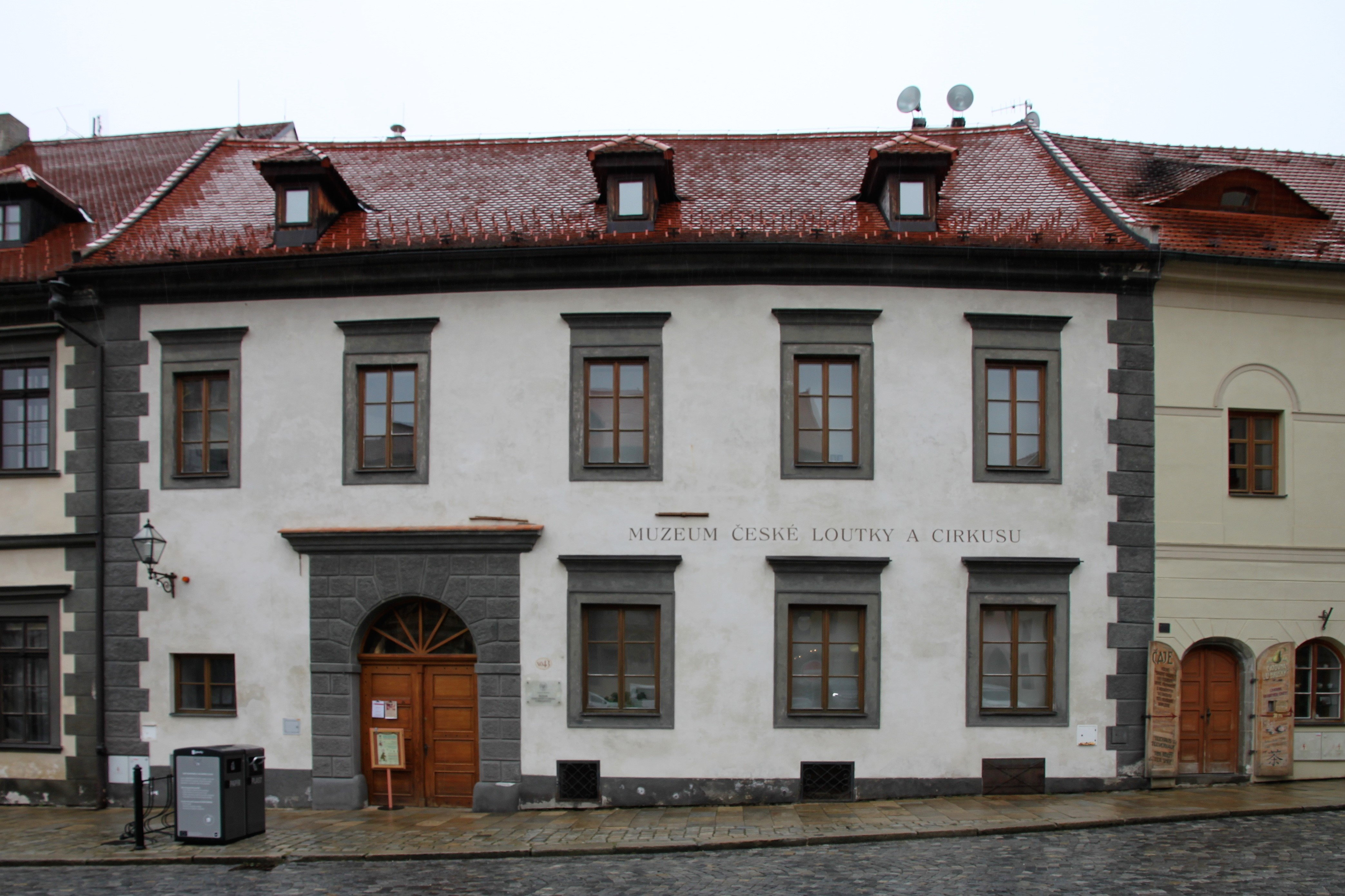
Bảo tàng múa rối và xiếc Séc, Prachatice
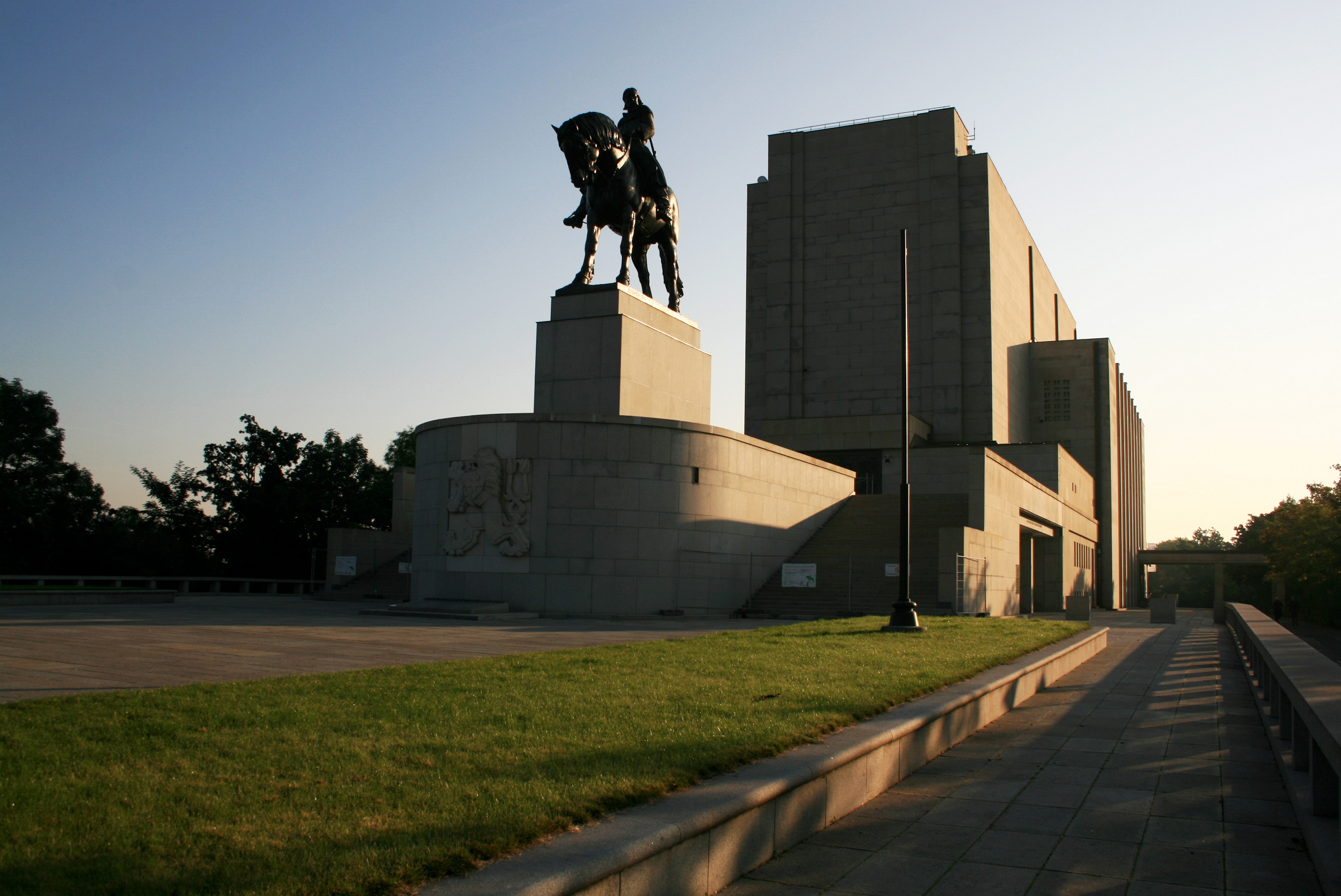
Đài tưởng niệm quốc gia tại Vítkov
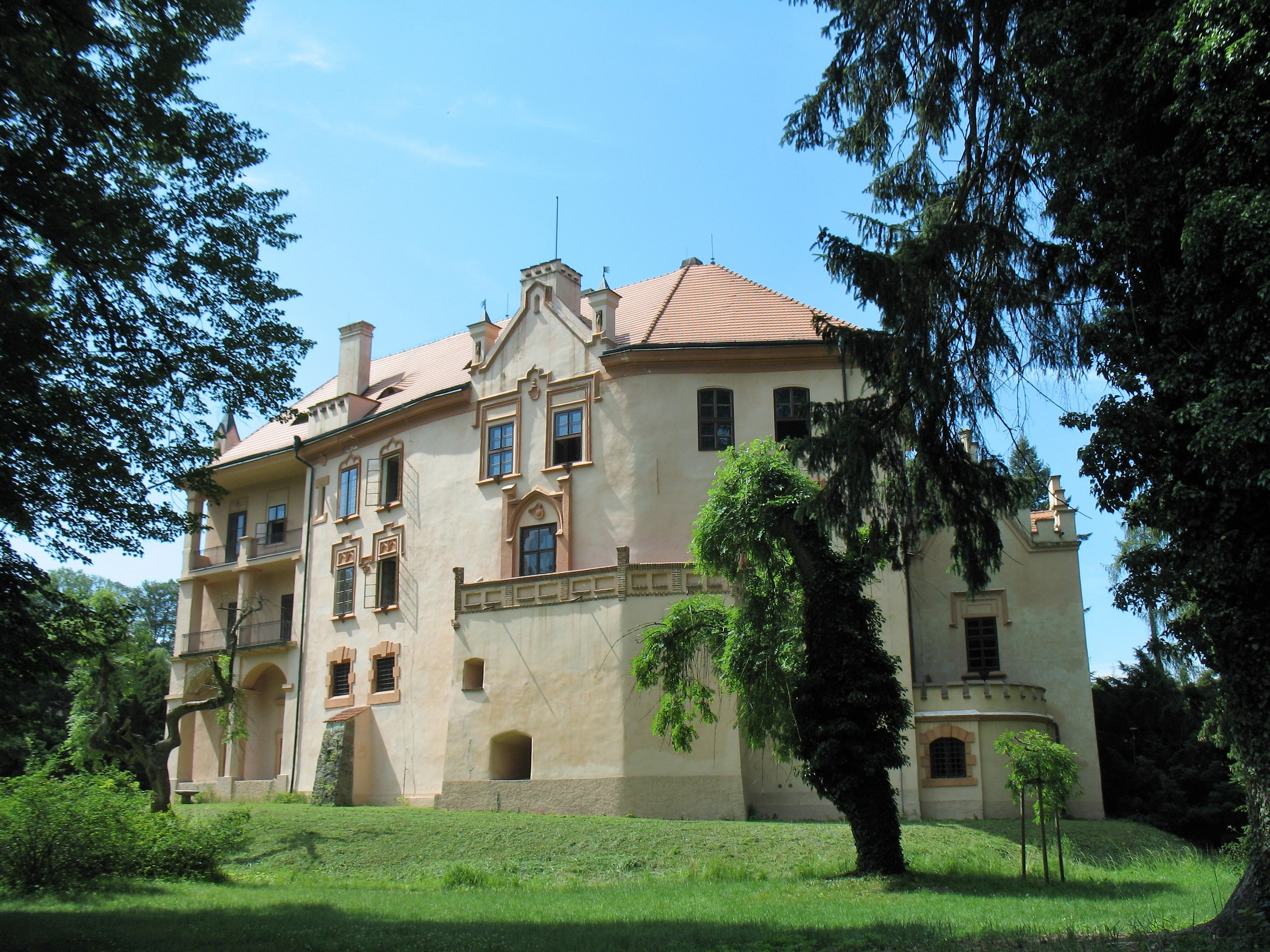
Lâu đài Vrchotovy Janovice